# Bone in the Throat
Bone in the Throat is een Brits-Amerikaanse misdaadfilm uit 2015, geregisseerd door Graham Henman. De film is gebaseerd op de gelijknamige roman uit 1995 van de bekende Amerikaanse chef-kok Anthony Bourdain. De film ging op 14 maart 2015 in première op het filmfestival South by Southwest.

## Verhaal
De jonge ambitieuze chef-kok Will Reeves wil carrière maken en laat in een hoog tempo zijn culinaire vaardigheden zien. Zijn oom die deel uitmaakt van de East End maffia van Londen, probeert hij te helpen om uit handen van de politie te blijven. Maar Will Reeves wordt getuige van een moord in zijn eigen keuken.

## Rolverdeling
| Acteur            | Personage      |
| ----------------- | -------------- |
| Ed Westwick       | Will Reeves    |
| Tom Wilkinson     | Charlie        |
| Andy Nyman        | Ronnie the Rug |
| Vanessa Kirby     | Sophie         |
| Rupert Graves     | Rupert         |
| John Hannah       | Sullivan       |
| Neil Maskell      | Lewis          |
| Steven Mackintosh | McDougal       |